# 1454
| 1454               |
| ------------------ |
| Dødsfald - Fødsler |
|                    |

| Gregoriansk kalender | 1454 MCDLIV             |
| Ab urbe condita      | 2207                    |
| Armensk kalender     | 903 ԹՎ ՋԳ               |
| Kinesiske kalender   | 4150 – 4151 癸酉 – 甲戌 |
| Etiopisk kalender    | 1446 – 1447             |
| Jødisk kalender      | 5214 – 5215             |
| Hindukalendere       |                         |
| - Vikram Samvat      | 1509 – 1510             |
| - Shaka Samvat       | 1376 – 1377             |
| - Kali Yuga          | 4555 – 4556             |
| Iransk kalender      | 832 – 833               |
| Islamisk kalender    | 858 – 859               |

Konge i Danmark: Christian 1. 1448-1481
Se også 1454 (tal)